# Joseph Gottsleben
Joseph Gottsleben (* 19. Januar 1822 in Mainz; † 30. August 1888 ebenda) war ein deutscher Druckereibesitzer und Zeitungsverleger in Mainz. Er gab ab 1853 die erste tägliche erscheinende Zeitung in Mainz heraus, aus der 1854 der Mainzer Anzeiger wurde. Dieser war bis weit in die Nachkriegszeit hinein das dominierende Mainzer Zeitungsblatt.

## Leben

### Familie und Ausbildung
Joseph Gottsleben wurde als Sohn des Kranführers Ludwig Joseph Gottsleben in Mainz geboren. 1836 erlernte er bei der Druckerei von Florian Kupferberg das Druckerhandwerk. Nach Beendigung seiner Lehrzeit war er ab 1841 in unterschiedlichen Druckereien außerhalb von Mainz tätig. Joseph Gottsleben war verheiratet und hatte neben Sohn Johann Baptist noch eine Tochter, Christina. Am 1. Dezember 1884 zog sich Joseph Gottsleben aus dem Geschäftsleben zurück und übertrug die Druckerei seinem 1860 geborenen Sohn Johann Baptist Gottsleben. Vier Jahre später verstarb Joseph Gottsleben in Mainz.

### Druckereibesitzer und Zeitungsverleger
1848 kehrte Gottsleben in seine Heimatstadt zurück, um hier seine eigene Druckerei aufzubauen. Infolge der politischen Krise der Revolutionsjahre 1848/1849 wurde ihm allerdings von der Administration keine Konzession erteilt, da man eine politische Betätigung Gottlebens befürchtete. Im Rahmen der 1849 stattfindenden Liberalisierung benötigte Gottsleben allerdings keine behördliche Erlaubnis mehr für die Gründung einer eigenen Druckerei, die 1850 in der Steingasse erfolgte.
Im Juni des gleichen Jahres gründete Gottsleben mit dem Täglichen Straßenanzeiger ein Inseratenblatt für Mainz. Drei Jahre später, am 1. Mai 1853, erweiterte Joseph Gottsleben dieses Blatt um einen Nachrichten- und einen Unterhaltungsteil. Diese dadurch zu einer Zeitung ausgebaute Publikation wurde in Täglicher Anzeiger umbenannt. Gottsleben schreibt in der ersten Ausgabe des Täglichen Anzeigers zur Aufgabe der Zeitung: Der Tägliche Anzeiger bringt Original- und andere Erzählungen, Novellen, Gedichte, Miscellen, Rechen-, Rätselaufgaben, Feuilleton für Theater und Concert. Täglich eine kurze und bündige Zusammenstellung der Tagesbegebenheiten, Geldkurs, Getraide-, Oel-, Brod-, Fleisch- und Brantweinpreise. Einsendungen von allgemeinem Interesse finden freie Aufnahmen.
Ein Jahr später benannte Gottsleben seine Zeitung wiederum um. Aus dem Täglichen Anzeiger wurde der Mainzer Anzeiger. Unter diesem Namen sollte die Zeitung von 1854 bis 1947 erscheinen, um danach als (Mainzer) Allgemeine Zeitung weitergeführt zu werden. Ab 1877 wurde dem Mainzer Anzeigers jeden Sonntag mit Der Hausfreund eine umfangreiche Beilage mitgegeben.

### Ausbau der Druckerei
Durch die ständig steigenden Druckzahlen und die zunehmende Beliebtheit der Zeitung in Mainz konnte Gottsleben seine Druckerei mehrmals erweitern, so beispielsweise durch den Zukauf der C. O. Köhlerschen Steindruckerei 1871. Nachdem Johann Baptist Gottsleben 1897 krankheitsbedingt die Leitung der Familiendruckerei abgeben musste, wurde die Druckerei J. Gottsleben mit der Florian Kupferberg Druckerei vereinigt. Es entstand die Aktiengesellschaft Mainzer Verlagsanstalt und Druckerei A. G. vormals J. Gottsleben und Fl. Kupferberg.

### Politische Betätigung
Joseph Gottsleben war ein entschiedener Anhänger der Volkspartei. Diese politische Ausrichtung wurde auch im Mainzer Anzeiger immer wieder deutlich und führte, in Verbindung mit dem Einfluss der beliebten Zeitung auf die Meinungsbildung bei der Mainzer Bevölkerung, mehrfach zu Konflikten mit den Behörden sowie Geld- und  Freiheitsstrafen für Gottsleben. 1866 musste der Mainzer Anzeiger aufgrund von Konflikten mit dem Pressegesetz sogar vorübergehend eingestellt werden.